# Korthoff Preston Motorsports
Le Korthoff Preston Motorsports, auparavant appelé Korthoff Motorsports et Gilbert-Korthoff Motorsports, est une écurie de sport automobile américaine fondée en 2018 par Henry Gilbert et Herb Korthoff. Les derniers changements de dénomination ont été dus au retrait d'Henry Gilbert de l'écurie en 2022 et à la contribution de Walter Preston en tant que Team Manager. 
Originellement appelée le Gilbert LMP3 Racing en 2018, puis ayant fait cause commune avec l'Alianza Motorsports en 2019 pour finalement s'appeler le Gilbert-Korthoff Motorsports en 2020 lorsque l'écurie faisait concourir des Sport-prototypes dans le championnat IMSA Prototype Challenge, l'écurie fait participer depuis 2021 des voitures de Grand tourisme en catégorie GTD dans le championnat WeatherTech SportsCar Championship.

## Histoire

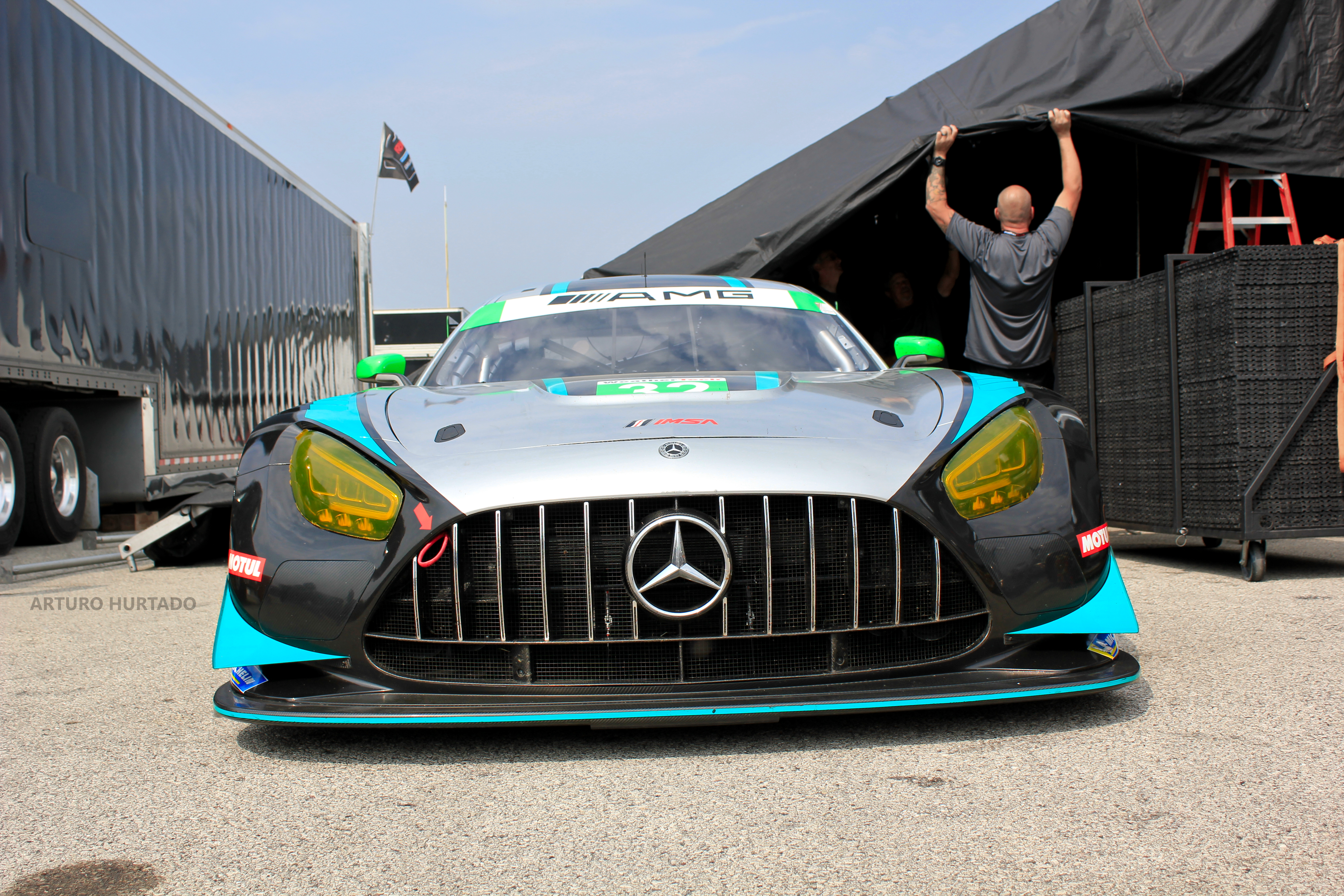
La Mercedes-AMG GT3 Evo n° 32 de l'écurie Gilbert / Korthoff Motorsports lors du Road Race Showcase 2021.

En 2021, après de nombreuses saisons dans le championnat IMSA Prototype Challenge, le Gilbert / Korthoff Motorsports s'engage dans le championnat WeatherTech SportsCar Championship avec une Mercedes-AMG GT3 Evo dans la catégorie GTD. Après avoir reçu la voiture en juin, l'écurie prend part au Watkins Glen 240 avec Guy Cosmo et Shane Lewis comme pilotes. La voiture voit le drapeau à damier lors de cette première course pour finir en 6e position. L'écurie manque ensuite la manche du Northeast Grand Prix pour revenir à la compétition au Road Race Showcase, course qui se solde par un abandon. Ensuite, ce n'est qu'au GT Challenge at VIR que la Mercedes-AMG GT3 Evo reprend le chemin des courses, avec un équipage remanié car Mike Skeen (en) remplace Shane Lewis. Pour la dernière manche de la saison, le Petit Le Mans, le pilote anglais Steven McAleer rejoint l'équipage de la voiture. À la suite d'un carambolage impliquant de nombreuses voitures, la Mercedes-AMG GT3 Evo no 32 de l'écurie est forcée d'abandonner.
En 2022, l'écurie Gilbert / Korthoff Motorsportslors poursuit son implication dans le championnat WeatherTech SportsCar Championship, où elle s' inscrit pour l'intégralité de la saison dans la catégorie GTD. La voiture est confiée aux pilotes Guy Cosmo, Mike Skeen (en), Stevan McAleer et Scott Andrews. À la suite du ROAR avant les 24 Heures de Daytona, l'écurie annonce sa séparation avec le pilote Guy Cosmo avec effet immédiat.

## Résultats

### Résultats enWeatherTech SportsCar Championship
| Année | Classe | no | Voiture              | Pneus | 1      | 2      | 3     | 4      | 5      | 6     | 7      | 8      | 9      | 10    | 11    | 12     | 13     | Total | Pos. |
| ----- | ------ | -- | -------------------- | ----- | ------ | ------ | ----- | ------ | ------ | ----- | ------ | ------ | ------ | ----- | ----- | ------ | ------ | ----- | ---- |
| 2021  | GTD    | 32 | Mercedes-AMG GT3 Evo | M     | DAY    | DAY    | SEB   | MOH    | BEL    | WGL   | WGL 7  | LIM    | ELK 14 | LGA   | LBH   | VIR 11 | ATL 14 | 593   | 19e  |
| 2021  | GTD    | 32 | Mercedes-AMG GT3 Evo | M     | Q      | C      | SEB   | MOH    | BEL    | WGL   | WGL 7  | LIM    | ELK 14 | LGA   | LBH   | VIR 11 | ATL 14 | 593   | 19e  |
| 2022  | GTD    | 32 | Mercedes-AMG GT3 Evo | M     | DAY    | DAY    | SEB 2 | LBH 6  | LGA 5  | MOH 6 | BEL 5  | WGL 10 | MOS    | LIM 4 | ELK 8 | VIR 8  | ATL 6  | 2860  | 3e   |
| 2022  | GTD    | 32 | Mercedes-AMG GT3 Evo | M     | Q 5    | C 3    | SEB 2 | LBH 6  | LGA 5  | MOH 6 | BEL 5  | WGL 10 | MOS    | LIM 4 | ELK 8 | VIR 8  | ATL 6  | 2860  | 3e   |
| 2023  | GTD    | 32 | Mercedes-AMG GT3 Evo | M     | DAY 15 | SEB 10 | LBH 4 | LGA 15 | WGL 12 | MOS 3 | LIM 10 | ELK 3  | VIR 11 | IMS 9 | ATL 6 |        |        | 2773  | 7e   |

## Pilotes
- Scott Andrews (de) (2022)
- Jon Brownson (2019-2020)
- Guy Cosmo (2021)
- James Davison (2022)
- Henry Gilbert (2018)
- Maximilian Götz (2023-2024)
- Mikaël Grenier (2023-2024)
- Daniel Juncadella (2022)
- Shane Lewis (2018, 2021)
- Stevan McAleer (en) (2021-2022)
- Dirk Müller (2022)
- Andy Pilgrim (2018)
- Anthony Simone (2019-2020)
- Mike Skeen (en) (2018-2019, 2021-2024)
- Kenton Koch (en) (2023-2024)